# Bill Blair (Politiker)

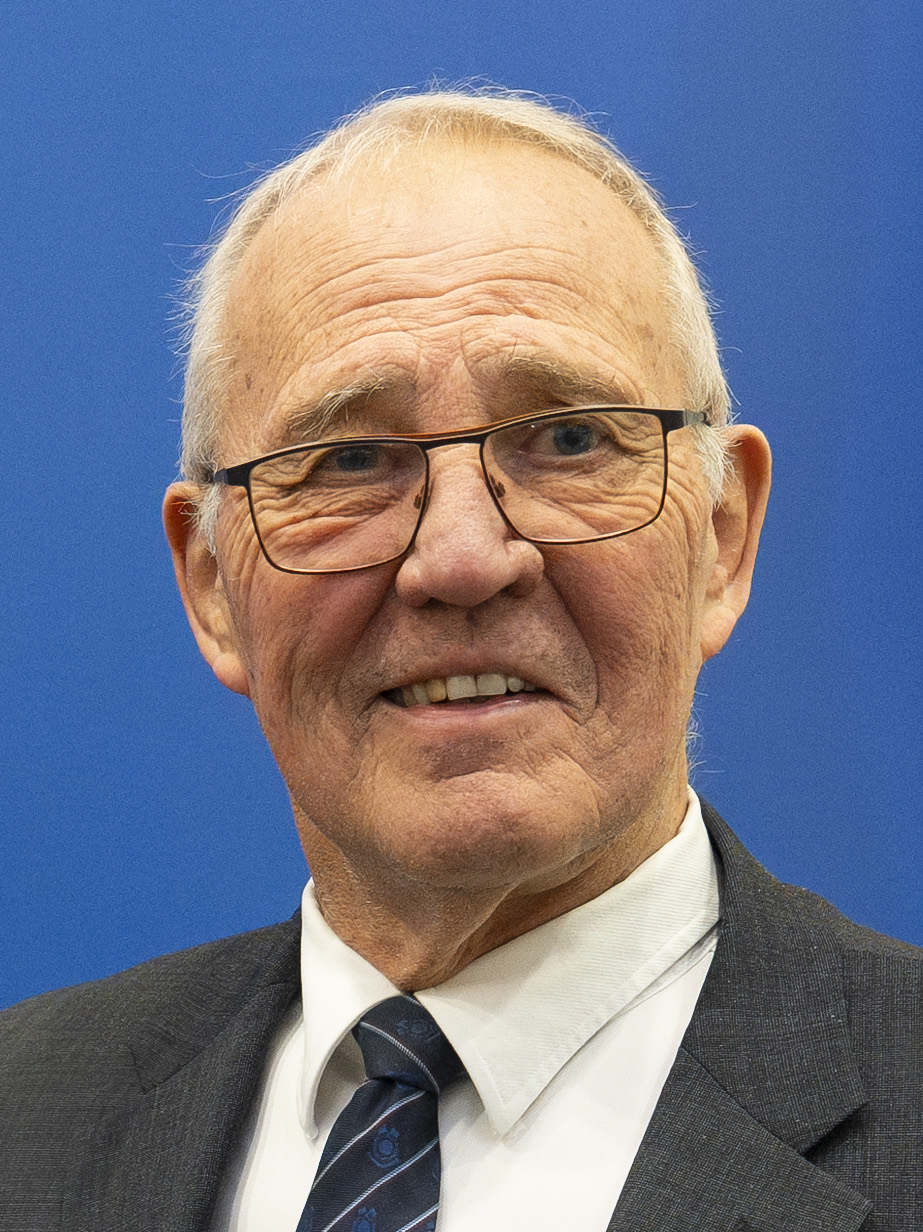
Bill Blair (2025)

William Sterling Blair (* 9. April 1954 in Scarborough, Ontario) ist ein kanadischer Politiker. Er ist seit 2023 Verteidigungsminister (Minister of National Defence) im 29. Kabinett, dem Kabinett von Justin Trudeau. 
Blair (Mitglied der Liberalen Partei) vertritt Scarborough Southwest (einen der 338 Wahlkreise) im Unterhaus. Zuvor war Blair Minister für Grenzsicherheit und Bekämpfung der organisierten Kriminalität sowie Minister für öffentliche Sicherheit und Notfallvorsorge. 

## Leben
Bevor er in die Politik ging, arbeitete Blair vier Jahrzehnte lang beim Toronto Police Service (TPS) und war von 2005 bis zu seiner Pensionierung im Jahr 2015 Polizeichef.

## Politische Karriere
Die Liberale Partei rekrutierte Blair als ihren Kandidaten in Scarborough Southwest für die im Oktober stattfindenden Bundeswahlen 2015. Am 25. April 2015 bestätigte Blair seine Absicht, sich um die Nominierung der Liberalen Partei in Scarborough Southwest zu bewerben. Er gewann die Nominierung der Liberalen am 13. Juni 2015.

### 42. Legislaturperiode
Am 19. Oktober 2015 wurde Blair im Wahlkreis Scarborough Southwest in das 42. kanadische Parlament gewählt. Am 28. Januar 2017 wurde Blair zum parlamentarischen Sekretär des Justizministers ernannt. Im Januar 2016 wurde Blair zum Leiter der bundesweiten und provinziellen Task Force ernannt, die einen Plan zur Legalisierung von Cannabis in Kanada ausarbeiten soll. Am 19. September 2017 wurde Blair parlamentarischer Sekretärs des Gesundheitsministers.
Blair hat in verschiedenen Funktionen für das Ministerium für öffentliche Sicherheit und Notfallvorsorge gearbeitet. Am 18. Juli 2018 wurde Blair zum Minister für Grenzsicherheit und Bekämpfung der organisierten Kriminalität ernannt. 

### 43. Legislaturperiode
Blair wurde am 20. November 2019 zum Minister für öffentliche Sicherheit und Notfallvorsorge ernannt, einen Monat nach seiner Wiederwahl in das 43. kanadische Parlament. In seiner Funktion beaufsichtigte er die Schließung der Grenze zwischen Kanada und den Vereinigten Staaten während der COVID-19-Pandemie.

### 44. Legislaturperiode
Am 26. Oktober 2021 wurde Blair Präsident des Privy Council und strich das Ressort für öffentliche Sicherheit aus seinem Portfolio. Kurz nach seiner Wiederwahl in das 44. kanadische Parlament wurde er Minister für Notfallvorsorge. Im November 2021 beaufsichtigte Blair die Operation der kanadischen Streitkräfte zur Hilfe für die Menschen an der Pazifikküste von British Columbia während sintflutartiger Regenfälle, die Erdrutsche und Überschwemmungen verursachten. Blair spielte eine Schlüsselrolle bei der Reaktion der Bundesregierung auf den kanadischen Konvoi-Protest (Freedom Convoy), bei dem Premierminister Trudeau am 14. Februar 2022 das Notstandsgesetz in Kraft setzte. Im September 2022 koordinierte Blair die Reaktion der Bundesregierung auf den Hurrikan Fiona.
Bei einer Kabinettsumbildung im Juli 2023 wurde er zum Minister für Nationale Verteidigung ernannt. 